# Maclurolyra tecta
Maclurolyra tecta är en gräsart som beskrevs av Cléofe Elsa Calderón och Thomas Robert Soderstrom. Maclurolyra tecta ingår i släktet Maclurolyra och familjen gräs. Inga underarter finns listade i Catalogue of Life.